# Ukhod velikogo startsa
Ukhod velikogo startsa é um filme de drama russo de 1912 dirigido por Yakov Protazanov e Elizaveta Thiman.

## Elenco
- Olga Petrova... Sofja Andreyevna (as O. Petrova)
- Vladimir Shaternikov... Lev Tolstoy
- Mikhail Tamarov... Vladimir Chertkov
- Elizaveta Thiman... Alexandra Lvovna